# Masacre de La Talanquera
La Masacre de La Talanquera, fue un ataque armado perpetrado por el ejército hondureño, la policía y los ganaderos en La Talanquera, cerca de Juticalpa, cabecera departamental de Olancho, ocurrida el 18 de febrero de 1972. Los campesinos estaban organizándose para reclamar tierras, además de quejarse por la lentitud en la aprobación de una reforma agraria nacional. El ataque dejó como saldo seis campesinos muertos y cuatro más heridos.

## Ataque
Meses antes de la masacre, cerca de 70 familias se había asentado en las tierras de José María Hernández, en modo de protesta por el lento avance en la aprobación de una reforma agraria en el país, así como el reclamo de tierras para sembrar.
Durante la tarde del 18 de febrero, los campesinos se encontraban en sus labores diarias, miembros de las fuerzas de seguridad atacaron a los civiles, matando a seis e hiriendo a cuatro más. Horas después del ataque, las autoridades suspendieron las señales de radio en la zona, quedando el departamento de Olancho incomunicado por cerca de cuatro días. No fue hasta seis días después que habitantes y sacerdotes recolectaron los cuerpos de los campesinos.

### Homenajes posteriores
Durante el siglo XXI la sociedad civil y otras organizaciones políticas han comenzando a documentar y conmemorar a las víctimas.
En junio del 2020 se estrenó “Y hoy somos recordados”, el cual narra el relato de los sobrevivientes y familiares de los supervivientes de la masacre de La Talanquera y Los Horcones.